# Pascal Yoadimnadji
Pascal Yoadimnadji (1950 – Parigi, 23 febbraio 2007) è stato un politico ciadiano.

## Biografia
È stato Primo ministro del Ciad dal febbraio 2005 fino alla morte, avvenuta per infarto nel febbraio 2007.